# それいけ!アンパンマン ゆうれい船をやっつけろ!!
『それいけ!アンパンマン ゆうれい船をやっつけろ!!』（それいけアンパンマン ゆうれいせんをやっつけろ）は1995年7月29日公開の映画『それいけ!アンパンマン』シリーズ通算第7作。同時上映作品は『それいけ！アンパンマン アンパンマンとハッピーおたんじょう日』（それいけアンパンマン アンパンマンとハッピーおたんじょうび）。
全日本私立幼稚園連合会、社会福祉法人日本保育協会推薦作品。キャッチコピーは『マリン･ブルーの海から生まれた"海の白馬"の伝説。』。

## 概要
ロールパンナが初登場した映画で、彼女と妹のメロンパンナ、ゲストキャラクターのマリンが中心となったストーリーになっている。
また、ロールパンナが初めてブラックロールパンナに変身した作品でもある。本作公開後、TV版では別の形でブラックロールパンナが誕生し、それ以後は良い心と悪い心で姿が変化するようになった。ストーリー中にはロールパンナがなぜ2つの心を合わせ持つようになったのかという誕生時のエピソードが語られる。
本作でロールパンナ用の様々なBGMが作られた（それまではロールパンナのテーマ曲『ふたつのこころ』が挿入歌として使用されていた）。本作の劇中曲はTV版で使われることが多い（特にロールパンナがアンパンマンに最後の勝負を挑む時の使用曲）。
強制変身や固めはなく、アンパンマンたちだけでなく、町の住民やサブキャラクターも活躍する。

## あらすじ
海にピクニックに出かけたメロンパンナ達は、白馬に出会う。メロンパンナはその白馬を「マリン」と名付け仲良くなる。
しかし、マリンを欲しがったドキンちゃんのわがままから、マリンはばいきんまんによって「ガイコツ島」へさらわれてしまう。マリンはその島にいたロールパンナとも仲良くなる。しかし、ばいきんまんとドクター・ヒヤリによって、ロールパンナは優しい心の源である「まごころ草」を奪われ、「ブラックロールパンナ」になってしまう。
ばいきんまんはヒヤリが作ったおばけ達を乗せた幽霊船でブラックロールパンナと共にアンパンマン達の町を侵攻し始めた。アンパンマン達はばいきんまん達を倒し、ロールパンナとマリンを救えるのだろうか?

## 登場キャラクター（キャスト）
詳細はアンパンマンの登場人物一覧を参照。

### レギュラーキャラクター
アンパンマン
声 - 戸田恵子
マリンに顔をあげた。中盤ではロールパンナと対戦し、途中舳先に吊り下げられ雨の前に塗らされ力が出なくなってしまった。
ジャムおじさん
声 - 増岡弘
バタコさん
声 - 佐久間レイ
めいけんチーズ
声 - 山寺宏一
メロンパンナと共にガイコツ島に向かい、ヒヤリの作ったおばけの弱点を知る。パン工場に戻ると、穴を掘り床下から入っておばけの弱点を吹き込む。
しょくぱんまん
声 - 島本須美
中盤でアンパンマン、カレーパンマンと共にロールパンナに捕まるが、ドキンちゃんに助けられアンパンマンの新しい顔を届ける。
カレーパンマン
声 - 柳沢三千代
ジャムおじさん達と共にパン工場に閉じ込められていたため、途中まで出番がなかった。
メロンパンナ
声 - かないみか
本作では実質的に主役となっている。海でマリンを見つけた名付け親。中盤ではホラーマンから尋問してガイコツ島に向かう。
ロールパンナ
声 - 冨永みーな
劇場版初登場であり、1999年の『勇気の花がひらくとき』まで連続で登場した。本作では、ドクターヒヤリによってまごころ草を全部抜き取られ、ブラックロールパンナになってしまうが、マリンが船で幽霊船に突進して負傷し、そこへメロンパンナも駆けつけると、2人を思い出して元に戻った。
SLマン
声 - 富山敬
テレビシリーズ登場時から演じてきた富山敬が同年9月25日に膵臓がんで死去したため、彼が映画シリーズに出演する作品としては本作が最後の出演となった。次作『虹のピラミッド』では、西村朋紘が担当する。
イルカのベソ
声 - 山田栄子
海で泳いでいたところを偶然、チーズと出会い、彼から事情を聞かされパン工場へ送る。
どんぶりまんトリオ
てんどんまん
声 - 山田栄子
カツドンマン
声 - 富山敬
かまめしどん
声 - 山寺宏一
鉄火のマキちゃん
声 - 島本須美
忍者のニャンジャ
声 - 山田栄子
かつぶしまん
声 - 山寺宏一
トンガラシ
声 - 肝付兼太
しおぼうや
声 - かないみか
みみせんせい
声 - 滝沢ロコ
カバオくん
声 - 山寺宏一
カバオくんのお父さん
声 - 富山敬
カバオくんのお母さん
声 - 滝沢ロコ
ピョン吉
声 - 原えりこ
ウサ子
声 - 中村ひろみ
ウサお
クマ太
ネコ美
声 - 小島悠理
ブタお
声 - 山田栄子
かびるんるん
声 - 柳沢三千代
ドクター・ヒヤリ
声 - 千葉繁
ロールパンナ同様、本作が劇場版初登場となる（ただし、本作以降『ハピーの大冒険』まで10年間劇場版には登場していなかった）。
メロンパンナに興味を持って研究対象にしようとするが、返り討ちに遭い、眠らされてしまう。ばいきんまんとドキンちゃんが城にぶつかった際も眠ったままだった。
ホラーマン
声 - 肝付兼太
ばいきんまんとドキンちゃんの2人と手を組むが、おばけにもみくちゃにされたまま射出され、メロンパンナに詰め寄られて幽霊船の出どころを白状してしまう。その後「サヨナラ、サヨナラー」と退散した後登場しなくなる。
ドキンちゃん
声 - 鶴ひろみ
本作では「ドキン船長」と名乗る。しかし、中盤ではばいきんまんを裏切ってしょくぱんまんを逃がしてアンパンマン復活を許したため、ばいきんまんに見破られ「船酔い」と誤魔化し、途中離脱した。
その後は飛ばされたばいきんまんに追突され、ドクターヒヤリの城にぶつかる。
ばいきんまん
声 - 中尾隆聖
本作では「キャプテン・ばいきんまん」と名乗り、更に悪の心状態となったロールパンナを利用ししてアンパンマンたちを追い詰めるが、メロンパンナの活躍とドキンちゃんの裏切りによって返り討ちにあい、最終的にはいつものようにやられ、ドキンちゃんに追突、ドクターヒヤリの城にぶつかってしまう。
前作『リリカル☆マジカルまほうの学校』に引き続きドキンちゃん、ホラーマンと共に一番下にクレジットされている。

### ゲストキャラクター
マリン
性別 - 男
波から生まれた海の白馬。マリン・ブルーの瞳をしている事からメロンパンナが「マリン」と名づけた。鈴の音の様な声で鳴く。不思議な力を持っていて、水上を走れる。難破船だった船を元に戻す事もでき、その船を宝物にしている。メロンパンナとロールパンナの二人と心を通わせ、彼女らのピンチを救う活躍をする。
終盤で一度は死んでしまうが、仲間によって蘇った。メロンパンナやロールパンナとの再会を約束し、仲間と共に帰っていった。後に『てのひらを太陽に』でロールパンナを助けるが、メロンパンナとは対面するものの絡むことはなく、鳴き声も発しなかった。
ヒヤリの幽霊（ヒヤリのゆうれい）
性別 - 不明
ドクター・ヒヤリがナメクジを元に作ったお化け。ばいきんまんが彼の言うことを聞かなかった。それ故に塩に弱く、弱点をメロンパンナに見抜かれてジャムおじさんやSLマンらに一掃された。

### その他の登場キャラクター
おそうじトリオ
おそうじまん
タワシくん
バケツくん
マジカちゃん
雲のもくちゃん
ペッパーけいぶ
とんかちどり
けむりいぬ・ムクちゃん
かぜこぞう
以上、エンディングに登場。

## 用語
ガイコツ島
ドクター・ヒヤリの城がある島。
まごころ草
ロールパンナの良い心の元になっている花。『ロールとローラ うきぐも城のひみつ』でこの花が登場する。

### 乗り物
アンパンマン号
飛行船アンパンマン号
ドキンUFO

#### バイキンメカ
バイキンUFO
バイキンゆうれい船
難破船をヒントに作ったメカ。大砲から砲弾やドクター・ヒヤリが作ったお化けを打ち出す。メインマストから雨を降らすことが出来る。内部には飛行船もぐりんが収納してあり、舵から入り込む。
飛行船もぐりん
バイキンゆうれい船の内部にあるもぐりん型の飛行船。正面に巨大ドリルミサイル一つ、頭上部に大砲一門、竜巻を起こすマスト三本、両側面にビーム砲三門、回転のこぎりが一つずつ、口にはミサイルも装備してある。カレーパンマンから「かっこ悪い」と言われていた。アンパンマン達と壮絶な空中戦を繰り広げるが、ロールパンナと飛行船アンパンマン号の救援により形勢が悪化。巨大ドリルミサイルで反撃するが投げ返され、串刺しになったところをトリプルパンチで破壊された。

## スタッフ
- 製作総指揮 - 加藤俊三
- 企画 - 武井英彦
- 原作 - やなせたかし「ゆうれいせんをやっつけろ！」（フレーベル館刊）
- 脚本 - 翁妙子
- 音楽 - いずみたく、近藤浩章
- 主題歌 - やなせたかし、三木たかし
- キャラクターデザイン・作画監督 - 前田実
- 美術監督 - 横山幸博
- 撮影監督 - 長谷川肇
- 音響監督 - 山田悦司[1]
- 音楽監督 - 鈴木清司
- 音響効果 - 糸川幸良
- 編集 - 鶴渕允寿
- 助監督 - 日巻裕二
- プロデューサー - 前田伸一郎、柳内一彦
- 監督 - 矢野博之
- 絵コンテ - 矢野博之、川越淳、篠原俊哉
- 原画 - 川越淳、菖蒲隆彦、大道博政、山本天志、伊東誠、星野絵美、スタジオ ジュニオ、梶原賢二、阿部航、増田清美、梅原隆弘、高田晴仁、あにまる屋、徳田悦郎、若山佳治、山本勝也、鍵山亜子、安藤幹彦、伊藤一男、倉川英揚
- 文芸担当 - 小野田博之
- アシスタントプロデューサー - 小沢十光
- 制作担当 - 伊藤隆
- 製作 - 日本テレビ、松竹富士、東京ムービー新社、フレーベル館、バップ

## 楽曲
オープニング『アンパンマンのマーチ』
エンディング『勇気りんりん』
作詞：やなせたかし、作曲：三木たかし、編曲：大谷和夫、歌：ドリーミング
本作のED映像はダイジェストではなく後日談である（「虹のピラミッド」、「勇気の花がひらくとき」（この作品は、枠の中に収まっている）、2003年以降の劇場版も同様）。
挿入歌
『海の白馬マリン』
作詞：やなせたかし、作曲：いわみゆり、編曲：近藤浩章、歌：ドリーミング
『ゆうれい船の歌』
作詞：やなせたかし、作曲・編曲：近藤浩章、歌：中尾隆聖

## それいけ!アンパンマン アンパンマンとハッピーおたんじょう日
『それいけ!アンパンマン ゆうれい船をやっつけろ!!』の同時上映作品。

### 概要
雲のもくちゃんの誕生パーティーを舞台に展開。同年2月から展開されていた『それいけ! アンパンマン おたんじょうびシリーズ』の販促的な内容で、本編も同シリーズの8月生まれ編を基に、アスペクト比がスタンダードからビスタに変更し、新作映像を追加して再編集したものとなっている。
そのため、人間の子供が登場し、遊び歌を行うなど、教育ビデオに準拠した内容であり、レギュラーキャラクターはアンパンマンとばいきんまんのみ登場する（ただしアンパンマン達が他のレギュラーキャラクターの話をする場面がある）。

### あらすじ
ある日、アンパンマンたちは誕生日を迎えた雲のもくちゃんのために、みんなで楽しい誕生パーティーを開く。そこではアンパンマンとばいきんまんが歌とお遊戯を披露したり、アンパンマン達が生まれた頃の話が繰り広げられる。

### 登場キャラクター（キャスト）

#### 主要キャラクター
アンパンマン
声 - 戸田恵子
雲のもくちゃんが誕生パーティーに来るのを待つ間、ばいきんまんに自身とメロンパンナが生まれた時の話をする。また、ばいきんまんの話を聞いて無視したり、自分の生まれた話を聞かれなかったことで逆ギレするなど、本編では見られない一面も見せた。紙芝居『ばいきんまんの七夕伝説』では神様役として登場する。
ばいきんまん
声 - 中尾隆聖
今作ではアンパンマンと敵対せず、2人でもくちゃんの誕生日を祝う。誕生パーティーの飾り付けを担当するが、アンパンマンに散々扱き使われた為「自分でやった気がしない」と零していた。もくちゃんの到着を待つ間、アンパンマンに自身が生まれた時の話をする。ドキンちゃんがやって来た時の事も回想するが、現在の彼女の女王様っぷりに憤慨しアンパンマンに窘められる。紙芝居『ばいきんまんの七夕伝説』では彦星役として登場する。
雲のもくちゃん
声 - 冨永みーな
近々誕生日を迎えるため、アンパンマン達にお祝いしてもらう。誕生パーティーに向かう道中、浜辺で出会ったフラッペちゃんと仲良くなるが、楽しく遊んでいるうちにパーティーの事を失念してしまう。
フラッペちゃん
声 - 高乃麗
人間達の住む世界の浜辺でかき氷屋を営む。砂の城をもくちゃんに壊された男の子の為に新しく城を作ってあげた。

#### その他の登場キャラクター
ほたる姫
声 - 冬馬由美
仲間と共に、アンパンマンとばいきんまんに光のショーを見せる。その後、沢山の仲間達を連れてもくちゃんの誕生パーティーに訪れる。
男の子
声 - 福島おりね
人間の男の子。もくちゃんに砂の城を壊され泣いてしまうが、彼とフラッペちゃんが競い合いながら作った新しい城に大はしゃぎした。
少年
声 - 坪井智浩
人間の少年。サメの背びれのようなものを着用して潜水し、アンパンマンやもくちゃん達を驚かせた。
雲のもくちゃんのお母さん
声 - 島本須美
ジャムおじさん
バタコさん
めいけんチーズ
メロンパンナ
以上、アンパンマンの回想シーンに登場。
ドキンちゃん
ばいきんまんの回想シーンに登場。紙芝居『ばいきんまんの七夕伝説』では織姫役として登場する。
かびるんるん
『いくぞ! ばいきんまん』のシーンに登場。
カレーパンマン
しょくぱんまん
ホラーマン
ペンギンぼうや
ユキダルマン
ナンドバット
ハンバーガーキッド
すなおとこ
SLマン
シャボンダマン
くじらのクータン
イルカのベソ
スマイル
マイマイの親子
マジカちゃん
おしるこちゃん
アンコラ
カバオくん
ピョン吉
ウサ子
以上、『なんのために飛ぶ』のシーンに登場。
こゆきちゃん
マシュマロさん
けいとだまん
シャンプーちゃん
おひなちゃん
だいりくん
つくしくん
ランドセルくん
スケールちゃん
えんぴつぼうや
ノートくん
ケシゴム先生
かしわもちまん（かぜまる、くもまる、きりまる）
こんぺいとうさん
かんたんシスターズ（プラちゃん、マイちゃん）
パラソルこぞう
ふうりんくん
ナシオくん
ペアコちゃん
ムーン姫
かきくけこちゃん
ガマンぼうや
なみだちゃん
きのこちゃん
やきいもまん
もちつきまん
つららちゃん
以上、もくちゃんの誕生日を祝いに登場。
ロールパンナ
エンディング『サンサンたいそう』にのみ登場。次回作からセリフありで登場。

### スタッフ
- 制作総指揮 - 加藤俊三
- 企画 - 武井英彦
- プロデューサー - 前田伸一郎、柳内一彦、岡本東郎
- 原作 - やなせたかし
- 構成 - 日吉恵
- 音楽 - いずみたく、近藤浩章
- 作画監督 - 前田実
- 音響監督 - 山田悦司
- 音楽監督 - 鈴木清司
- 音響効果 - 糸川幸良
- 美術 - 横山幸博
- 撮影 - 長谷川肇
- 編集 - 鶴渕允寿
- 監督 - 日巻裕二
- 原画 - 大道博政、大久保修、梶原賢二、増田清美
- 協力 - 日本レクリエーション協会
- 制作協力 - バップ

### 楽曲
エンディング『サンサンたいそう』
作詞：やなせたかし、作曲：近藤浩章、歌：ドリーミング
フルサイズから1番と2番後の間奏の一部を省略したバージョン。
挿入歌
『ハッピーおたんじょうび』
作詞：やなせたかし、作曲・編曲：近藤浩章、歌：戸田恵子・中尾隆聖・高乃麗、コーラス：劇団若草
『ハ行で笑うばいきんまん』
作詞：やなせたかし、作曲：宮崎尚志、編曲：近藤浩章、歌：中尾隆聖
『アンパンマンのマーチ』
作詞：やなせたかし、作曲：三木たかし、編曲：大谷和夫、歌：ドリーミング
『私はドキンちゃん』
作詞：やなせたかし、作曲：いずみたく、編曲：近藤浩章、歌：ドリーミング
『パンナのパンチ』
作詞：やなせたかし、作曲：高橋ひろ、編曲：近藤浩章、歌：かないみか
『いくぞ! ばいきんまん』
作詞：やなせたかし、作曲：いずみたく、編曲：近藤浩章、歌：中尾隆聖
『なんのために飛ぶ』
作詞：やなせたかし、作曲：辻陽、編曲：近藤浩章、歌：戸田恵子
曲中の映像はTVアニメ『消えたジャムおじさん（後編）』のものを使用。